# Конрад I (Каринтия)
Конрад I (на немски: Konrad I, Konrad von Kärnten, * 975, † 12 декември или 15 декември 1011) от фамилията на Салиите, е от 1004 до 1011 г. херцог на Каринтия.

## Биография
Той е третият син на херцог Ото I († 4 ноември 1004) от Каринтия и Юдит († 991), вероятно дъщеря на граф Хайнрих от Бавария, син на Арнулф I Лошия (херцог на Бавария). Той е по-малък брат на Бруно (* 972; † 999), който става папа с името Григорий V (упр. 996 – 999). Неговият най-голям брат граф Хайнрих от Шпайер († 989/1000) е баща на император Конрад II (1027 – 1039). По-малкият му брат Вилхелм († 1046/1047) е епископ на Страсбург от 1029 г.
При изборите за нов крал на Германия през 1002 г. той е един от кандидатите.
Конрад I умира през 1011 г. и е погребан в катедралата на Вормс.

## Фамилия
Конрад I се жени през 1002 г. за Матилда Швабска († 1032), дъщеря на Херман II († 4 май 1003), херцог на Швабия от род Конрадини, и на Герберга Бургундска († 1019). Двамата имат три деца:
- Конрад II, херцог на Каринтия (наричан Конрад Млади)
- Бруно, епископ на Вюрцбург
- дъщеря, която се омъжва за граф Герхард от Мец.

Вдовицата му Матилда се омъжва втори път за Фридрих II († 1027), херцог на Горна Лотарингия (Вигерихиди) и трети път за граф Езико от Баленщет († 1060) от род Аскани. Тя също е погребана в катедралата на Вормс.